# 正扬路街道
正扬路街道是中华人民共和国新疆维吾尔自治区乌鲁木齐市新市区下辖的一个街道办事处。

## 行政区划
正扬路街道下辖以下村级行政区划单位：
冬融街社区、抚顺街社区、正扬社区、金滕社区、东站北社区。